# Эзер, Дженнифер
Дженнифер Эзер (нем. Jennifer Oeser, род. 29 ноября 1983, Брунсбюттель, Шлезвиг-Гольштейн) — немецкая легкоатлетка, которая специализируется в многоборье. Чемпионка Европы среди молодёжи 2003 года и бронзовая призёрка чемпионата Европы 2010 года в семиборье. На Олимпиаде 2008 года заняла 11-е место, на олимпийских играх 2012 года 30-е место.
Чемпионка Германии в семиборье 2006 года.

## Личные рекорды
| Вид             | Рекорд     |
| --------------- | ---------- |
| 100 метров с/б  | 13,37      |
| Прыжок в высоту | 1.86 м     |
| Толкание ядра   | 14.29 м    |
| 200 метров      | 24.07      |
| Прыжок в длину  | 6.68 м     |
| Метание копья   | 51.30 м    |
| 800 метров      | 2.10,39    |
|                 |            |
| Семиборье       | 6683 очков |